# دابه (فیلم)
دابه (به انگلیسی: d@bbe) یک فیلم ترسناک ترکی ساخت سال ۲۰۰۶ است که توسط حسن کاراجاداغ ساخته و نوشته شده‌است.این فیلم روایت داستانی واقعی در شهر آنکارا را شرح می دهد.